# Подгузково
Подгузково — деревня в составе Семёновского сельсовета в Уренском районе Нижегородской области.

## География
Находится на расстоянии примерно 21 километр по прямой на юг-юго-запад от районного центра города Урень.

## История
Деревня известна с 1790 года как владение помещика Губарева и дворцовой канцелярии. Население старообрядцы. В 1916 был учтен  31 двор и 175 жителей. В период коллективизации создан был колхоз «Ответ вредителям». В 1978 учтено 49 жителей, в 1994 – 14.

## Население
Постоянное население  составляло 3 человека (русские 100%) в 2002 году, 2 в 2010 .